# Karnyothrips longiceps
Karnyothrips longiceps är en insektsart som först beskrevs av Ian A. Hood 1908.  Karnyothrips longiceps ingår i släktet Karnyothrips och familjen rörtripsar. Inga underarter finns listade i Catalogue of Life.